# Гімназія «Герцлія»
Гімназія Герцлія (івр. הגימנסיה העברית הרצליה, га-ґімназія га-івріт Герцлія) — історична школа у Тель-Авіві (Ізраїль).
Школу було засновано в 1905 році в тодішньому місті Яффо (зараз Тель-Авів) у Палестині, контрольованій Османською імперією. 
У 1909 році школа переїхала на вулицю Герцля в Тель-Авіві й перейменована на честь ідеолога сіонізму Теодора Герцля. Оригінальна будівля, зведена за проектом Йозефа Барського, мала ремінісценцію Першого храму в Єрусалимі. 
Аж до 1962 року споруда лишалась домінантною в окрузі Тель-Авіву, допоки не розпочалось будівництво «Шалом Меїру».
Лише зі зруйнуванням старої будівлі Школи Герцлія прийшло зрозуміння важливості збереження історичної забудови. Товариство Збереження Ізраїльської спадщини, засноване у 1980-х, серед іншого частково опікується і Вищою школою Герцлія.
На даний час школа (нова будівля), розташована по вулиці Жаботинського, є шестирічною середньою школою-гімназією. 

## Відомі випускники
- Батшева Кацнельсон — ізраїльський політик, уродженка міста Бар
- Аарон Хотер-Ішай (1905—2003) — ізраїльський адвокат і громадський діяч, перший Головний військовий прокурор Армії оборони Ізраїлю (у період з 1949 по 1950 рік).